# Мохассес, Ардешир
Ардешир Мохасес (также пишется Ардашир Мохасес, перс. اردشير محصص‎ 9 сентября в 1938 г. в Реште — 9 октября 2008 г. в Нью-Йорке) — иранский иллюстратор, сатирик, карикатурист и художник, проживавший в Нью-Йорке.

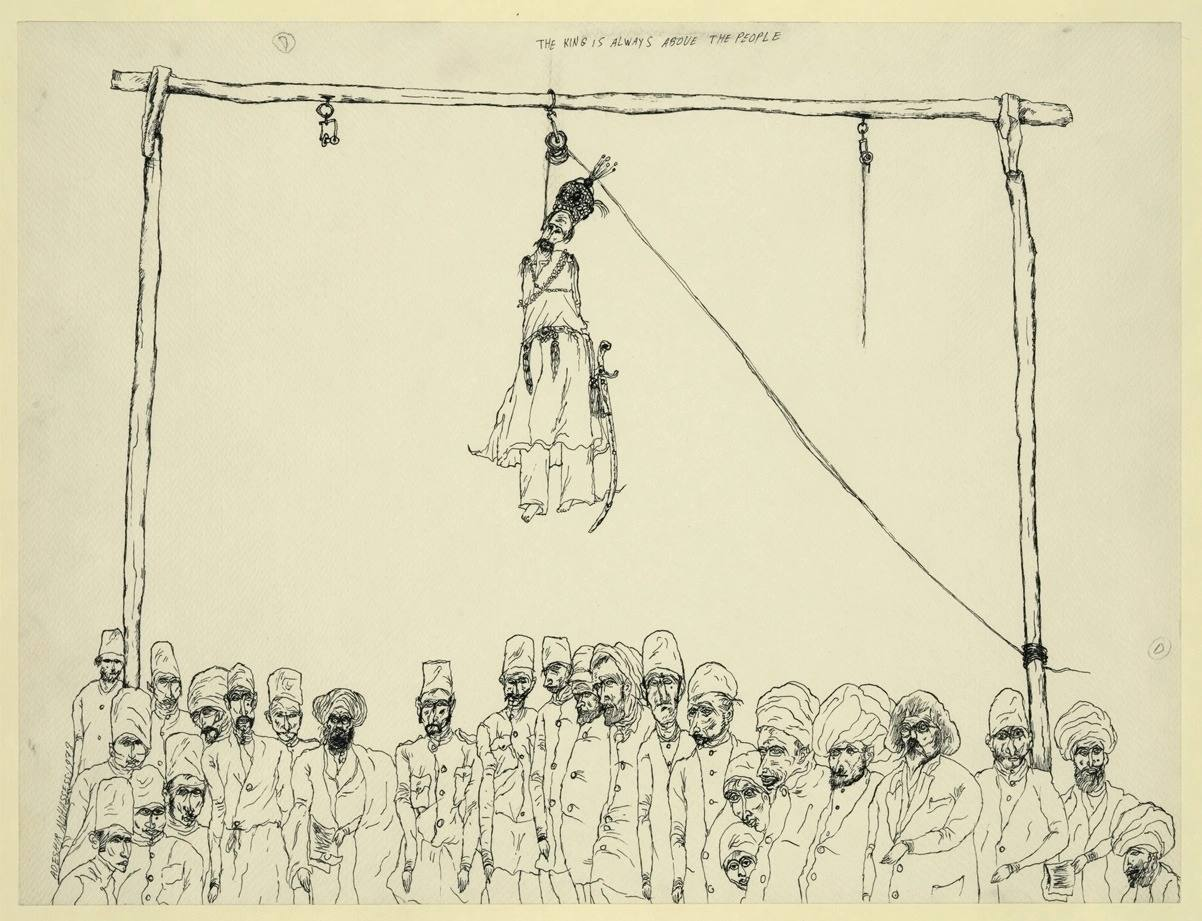
Карикатура Ардешира Мохассеса — «Король всегда выше народа», 1977 г.

## Биография
Мохассес Ардешир родился в Реште и вырос в Лахиджане. Его родители были из состоятельных семей Лахиджан. Его отец Аббас-Коли был судьей, а мать Сорур Махкама была директором первой школы для девочек в Реште и была самостоятельным уважаемым поэтом и литературным деятелем. Ардешир начал рисовать в возрасте 3 лет, иллюстрируя сказки своей матери на ночь.
В 1962 году Мохассес окончил Тегеранский университет со степенью в области политологии и права, но формально никогда не изучал искусство. Ещё будучи студентом, один из его одноклассников посоветовал ему отправить свою работу в широко читаемый сатирический журнал «Towfiq». В течение следующих восьми лет он продолжал работать над журналом и принял домашний стиль, который включал иллюстрированные комментарии к повседневной жизни Ирана и сатирические редакционные статьи о политических деятелях, в которых черты лица и тело фигуры преувеличивались. Он также работал иллюстратором и карикатуристом для «Kayhan» и других местных периодических изданий.
В 1967 году он провел свои дебютные персональные выставки в галерее Qandriz в Тегеране, где он выставил работы, практически все из которых были опубликованы в местных журналах за предшествующий пятилетний период. Выставка привлекла значительную аудиторию и принесла ему немалую похвалу.
В 1972 году еженедельный журнал «Jeune Afrique» пригласил его в Париж, и Ардешир начал создавать сатирические рисунки и карикатуры уже там. Благодаря этому, он начал развивать международную репутацию визуального сатирика. В течение года он публиковал иллюстрации в «Нью-Йорк Таймс».
К середине 1970-х годов он попал под давление шаха Мохаммеда Резы Пехлеви и тайной полиции, которые возражали против его политических комментариев и сатиры, и в 1977 году он бежал из Ирана и отправился в Нью-Йорк. Хотя он надеялся вернуться в Иран, революция 1979 года и приход к власти аятоллы Хомейни привели к тому, что он навсегда поселился в Нью-Йорке.
В более позднем возрасте он страдал от болезни Паркинсона и ухудшения зрения, но продолжал работать. Он умер в Нью-Йорке и похоронен на кладбище Грин-Вуд в Бруклине, штат Нью-Йорк.

## Личная жизнь
Мохассес был двоюродным братом Бахмана Мохассеса, которого некоторые называли «персидским Пикассо». Бахман являлся иранским художником, скульптором, переводчиком и театральным режиссёром.